# Красноярский машиностроительный завод
«Красноярский машиностроительный завод» (также используется аббревиатура Красмаш) — крупнейшее предприятие оборонно-промышленного комплекса России. Входит в госкорпорацию «Роскосмос», является дочерним предприятием АО «ГРЦ Макеева».

## История завода
Датой основания завода принято считать 13 июля 1932 года, когда приказом Народного комиссариата тяжёлой промышленности был принят Устав Государственного управления по стройке и временной эксплуатации Красноярского машиностроительного завода — «Стройкрасмаш». В то время заводом выпускались драги, паровые котлы и экскаваторы для золотых приисков.
Со дня основания завода одиннадцать работников были удостоены высокого звания Герой Социалистического Труда, двенадцать — стали Лауреатами государственной премии СССР.
С 2014(?) г. на заводе проводится модернизация.
Известные наименования
- С момента основания и до 1957 года — (Красноярский) «Завод № 4 имени Ворошилова». С 1941 года в подчинении наркомата вооружения.
- С 1958 по 1964 год — «Завод № 1001» Госкомитета Совета Министров СССР по оборонной технике.
- С 1964 года — Красноярский машиностроительный завод им. В. И. Ленина Министерства общего машиностроения СССР.

### Пожар
26 апреля 2019 года на территории завода загорелась крыша корпуса, где располагаются холодильные установки. Общая площадь возгорания составила 24 тыс. м². В результате пожара, четвертого уровня сложности, обрушилась кровля на площади 2,5 тыс. м². Пожар был локализован на площади 20 тыс. м². Погибших и пострадавших нет.

## Продукция
До Великой Отечественной войны заводом выпускались шахтные подъёмные машины, шахтные лебёдки, проходческие комбайны, врубовые машины, вагонетки, клети шахтные, скипы, копры, транспортёры и другое оборудование для золотодобывающей промышленности; также катера, баржи, оборудование для нефтедобывающей промышленности и др.
В военный период завод являлся одним из производителей пушек различных систем для РККА (в том числе автоматических зенитных 61-К), миномётов, крупных авиабомб, морских мин. 

В 1949 году было организовано серийное производство автоматических зенитных пушек С-60, а в 1956 году — спаренных автоматических зенитных пушек для самоходной установки ЗСУ-57-2.
В 1959—1965 годах завод был реконструирован под выпуск новой ракетно-космической техники.
Из продукции гражданского назначения завод с 1958 года по 1961 год производил ведущие мосты зерноуборочного комбайна СК-3, с 1964 года выпускал холодильники под широко известной маркой «Бирюса».
Завод является основным производителем баллистических ракет (Р-29РМУ2 «Синева») для подводных лодок. Кроме того, производит базовые модули разгонного блока для ракет-носителей «Зенит» и «Протон».
С началом перестройки налажено производство:
- ростовых установок для выращивания кристаллов поликремния;
- теплообменной аппаратуры и сепараторов;
- котлового и ёмкостного оборудования и другой продукции.

Завод получил заказ на производство факелов для Олимпиады-2014 в Сочи. Всего было произведено 16 000 факелов под заводским наименованием «КМЗИ 014». Себестоимость изделия составила 12 000 рублей.
В рамках выполнения Гособоронзаказа-2016 на заводе выполняется производство МБР «Синева».
Красноярский машиностроительный завод производит стратегический ракетный комплекс шахтного базирования пятого поколения с тяжёлой многоступенчатой жидкостной межконтинентальной баллистической ракетой РС-28 «Сармат».

## Руководители
- С ноября 1932 года по январь 1937 года — Субботин, Александр Петрович (директор завода — начальник строительства)
- С октября 1937 года по ноябрь 1938 года — Понасенко С. И. (директор завода)
- С ноября 1938 года по декабрь 1939 года — Аваев
- С декабря 1939 года по ноябрь 1941 года — Пригульский, Георгий Александрович
- С ноября 1941 года по ноябрь 1942 года — Шифрин, Яков Абрамович
- С ноября 1942 года по апрель 1946 года — Хазанов, Борис Абрамович
- С апреля 1946 года по август 1949 года — Турков, Роман Анисимович
- С августа 1949 до ноября 1950 года — Солдатов, Евгений Григорьевич
- С ноября 1950 года по ноябрь 1952 года — Гонор, Лев Робертович
- С ноября 1952 года по сентябрь 1953 года — Галушко, Валентин Логинович
- С сентября 1953 года по июль 1966 года — Сысоев, Пётр Александрович
- С июля 1966 года по 1969 год — Гуров, Борис Николаевич
- С 1969 года по 1974 год — Котельников, Владилен Петрович
- С 1975 года по 2005 год — Гупалов, Виктор Кириллович (с 1985 года генеральный директор)
- С августа 2005 по 2015 год — Колмыков, Владимир Афанасьевич
- С 2015 года по октябрь 2016 года — Назарько, Александр Кириллович
- С октября 2016 года по август 2018 года — Колмыков, Владимир Афанасьевич
- С 9 августа 2018 года — Гаврилов, Александр Фёдорович[9]

## Люди, связанные с заводом
- Драничников Юрий Архипович (1938 - 1998), токарь, Герой Социалистического Труда.

## Награды
- Орден Ленина (16.09.1945) — за героический, самоотверженный труд в годы войны.
- Орден Трудового Красного Знамени (26.07.1966) — за заслуги в создании и производстве новой техники.
- Орден Октябрьской Революции (1971).
- Орден Ленина (февраль 1975) — за особые заслуги в создании и производстве новой техники.
- Орден Трудового Красного Знамени (1982) — за успешное освоение новой техники и производственные заслуги.